# Мужики и бабы
«Мужики и бабы» — роман-хроника Бориса Можаева, повествующий о судьбах русских крестьян в годы раскулачивания и коллективизации. Первая книга написана в 1972—73 гг., опубликована в 1976 году; вторая книга написана в 1978—80 гг. и опубликована в 1987 году. Роман удостоен Государственной премии СССР в 1989 году.
Действие романа происходит в 1929—30 гг. на Рязанщине (в описываемый период — Рязанский округ Московской области) — в райцентре Тиханово и окрестных сёлах, месте действия ряда повестей и рассказов писателя о русской деревне.
Роман посвящён памяти родителей писателя — Марии Васильевны и Андрея Ивановича (имя-отчество отца писателя носит в романе один из главных героев, крестьянин Бородин). Продолжением романа отчасти служит неоконченный роман Можаева «Изгой», первая книга которого была опубликована в 1993 году.

## История
В романе нашли отражение реальные события периода раскулачивания и коллективизации в Пителино (родном селе Бориса Можаева) и сёлах Пителинского района. В конце февраля 1930 года восстание, вызванное обобществлением скота и принудительными обысками, вспыхнуло в деревнях Веряево и Гридино: крестьяне изгнали из деревни уполномоченных, начали охоту на местных активистов. Когда с целью подавления бунта явились городские отряды, на звон набата вышли все жители деревень, вынудив отряды покинуть деревню. Беспорядки продолжались и в марте и охватили соседние деревни, было арестовано более 500 человек. Тем не менее, на 10 марта 1930 года из колхозов района вышло 94,4% крестьян.
Борис Можаев заинтересовался историей данного периода ещё до войны, когда работал сельским учителем: 
...Накануне войны мы, учителя гридинской и веряевской школ-семилеток (эти села стояли в версте друг от друга), остро интересовались этим восстанием, а некоторые сами вели подсчёт — кого ухлопали во время восстания, кого угнали... Надо сказать, что это восстание (в Пителино его называли именно восстанием) опалило мое детство и юность, и долго, более тридцати лет, собирал я сведения — опрашивал и записывал воспоминания уцелевших участников его и с той и с другой стороны.
В 1969 году Можаев  рассказал о замысле романа своему товарищу Александру Солженицыну во время поездки по Рязанской области: «Сперва цветущая деревня Двадцатых годов, потом коллективизация и — отметный крестьянский мятеж, который в Пителинской округе произошёл в Девятьсот Тридцатом». Тогда же Солженицын решил, что Можаев станет прототипом для главного крестьянского героя его эпопеи «Красное колесо» Арсения Благодарёва.
Первая книга романа «Мужики и бабы» была написана с сентября 1972 по июнь 1973 года. Вторая книга романа писалась с ноября 1978 по март 1980 года. Обе книги были опубликованы далеко не сразу: первая не издавалась три с половиной года, вторая — восемь лет. Первая книга была принята в журнал «Новый мир» редактором В. Косолаповым, однако при нём не успела выйти, а следующий редактор С. Наровчатов отверг роман. В 1976 году удалось выпустить его отдельной книгой издательством «Современник» в серии «Новинки “Современника”». Со второй книгой было сложнее, рукопись побывала в нескольких издательствах. В журнале «Дружба народов» её одобрили, но главный редактор С. Баруздин сказал, что сначала опубликует повесть «Полтора квадратных метра», которая лежала уже десять лет. После публикации повести в газетах появились возмущённые отзывы, так что роман Баруздин печатать уже не стал. В журнале «Наш современник» романом заинтересовался первый заместитель главного редактора Ю. Селезнёв, но главный редактор С. Викулов отклонил публикацию. Затем рукопись была предложена журналу «Новый мир», где после трёхлетнего ожидания публикация также не состоялась. Наконец опубликовать роман предложил журнал «Дон», где он и вышел в №№ 1—3 за 1987 год. В том же году была опубликована третья книга романа Василия Белова «Кануны» — ещё одного известного произведения, посвящённого коллективизации.
В 1989 году Можаеву за роман «Мужики и бабы» присуждена Государственная премия СССР.

## Сюжет

### Первая книга
Действие происходит между концом мая и концом июля 1929 года.
У крестьянина Андрея Бородина накануне Вознесения крадут кобылу, которая паслась в лугах. Поиски выводят его на след Ивана Жадова, известного в округе наглого вора. Между тем Жадов с товарищами обкрадывает амбар у Дёминых из села Большие Бочаги, дальних родственников Бородиных. Продав вещи, он собирается уехать вместе со своей подругой Алёной. Накануне Петрова дня Жадова и его компанию удаётся выследить и окружить их домик на лесном кордоне; в перестрелке его убивает Андрей Бородин.
Тем временем, на Тиханово надвигаются большие перемены. Председатель райисполкома Возвышаев требует активнее проводить обобществление сельхозинвентаря, бороться с кулаками, изымать хлебные излишки. В результате распадается тихановская артель, её председатель Зиновий Кадыков уходит работать в уголовный розыск, а счетовод Дмитрий Успенский становится школьным учителем. Комсомольцев Сенечку Зенина и Марию Обухову посылают в Гордеево разобраться с укрыванием излишков хлеба; Мария ссорится с Сенечкой, увидев, как тот обманом узнаёт об излишках и требует конфисковать их. Возвышаев же предлагает Сенечке стать секретарём тихановской партячейки и возглавить борьбу с кулаками. Успенский делает предложение Марии, но она отказывается переезжать к нему в Степаново, где он работает в школе: она не может оставить свою работу, так как тогда у власти останутся только беспринципные карьеристы типа Сенечки, от которых всем будет хуже.

### Вторая книга
Действие начинается на Покров 1929 года и заканчивается в конце февраля 1930 года.
В Тиханово спускают новые нормативы по сдаче хлебных излишков; имущество тех крестьян, которые не сдают излишки и не платят штраф, конфискуют и распродают. Для руководства процессом в село присылают уполномоченного из Рязани Наума Ашихмина. Успенский и его товарищи-учителя обсуждают причины происходящего, пытаясь осмыслить историческую роль русской интеллигенции в революционном движении. Чтобы отвести от себя подозрения в неблагонадёжности, Успенский отдаёт свой дом колхозу, а сам остаётся жить на съёмной квартире в Степаново. Не дожидаясь выселения из дома, Скобликовы уезжают из села; во время конфискации вещей Клюев в припадке гнева убивает односельчанина. Церковь закрывают, превращая в зерновой склад, и сбрасывают с колокольни колокол, повергая крестьян в ужас; женщины вымещают гнев на Зинке, жене Сенина, который руководил закрытием церкви.
В Тиханово создаётся колхоз, председателем становится Иван Бородин, однако кроме двадцати шести бедняцких хозяйств в него никто не вступает. Кадыкова переводят из милиции на должность председателя колхоза в Пантюхино. В Гордееве и Веретье колхоз не удаётся создать. В конце ноября выходит постановление о сплошной коллективизации. Жесткие действия «тройки» Возвышаев—Чубуков—Радимов по сбору излишков и штрафов и по контрактации скота приводят к тому, что в нескольких сёлах крестьяне режут весь свой скот, чтобы не сдавать его государству. Многих крестьян арестовывают. Составляются списки на раскулачивание и выселение. Андрей Бородин отказывается идти «кулачить» односельчан, за что также подвергается недолгому аресту. Понимая невозможность участия в раскулачивании, Мария Обухова увольняется из райкома и уходит жить к Успенскому. Алдонин во время выселения умирает от сердечного приступа, оставляя жену с детьми, лишённых дома и имущества. Звонцов сжигает свою избу и скот и скрывается в лесах.
Набирает силу кампания по коллективизации, к 20 февраля все должны войти в колхозы. Наибольшее сопротивление оказывают крестьяне в Гордееве и Веретье, куда приезжает начальство и милиция. Во время переговоров с бунтующими крестьянами убивают Озимова. В Степанове гибнет Успенский, помешавший милиционеру выстрелить в подростка (им оказался Федька Маклак), бившего в набат на колокольне. Всех крестьян загоняют в колхоз, запугивая и арестовывая непокорных.
В эпилоге сообщается, что после публикации статьи Сталина «Головокружение от успехов» большинство крестьян выходят из колхозов. Двенадцать «перегибщиков» во главе с Возвышаевым предстают перед судом, их присуждают к небольшим срокам.
Так закончился великий эксперимент — в считанные недели добиться всеобщего счастья за счёт имущественного уравнения крестьян и встретить весеннюю посевную тридцатого года в едином, сплошном колхозе.

## Основные персонажи
- Андрей Иванович Бородин, тихановский крестьянин, бывший матрос
- Надежда Васильевна Бородина (урождённая Обухова, из села Большие Бочаги), его жена
- Федька Маклак, их старший сын
- Серёжа, их младший сын
- Мария Васильевна Обухова, сестра Надежды, работник тихановского райкома комсомола
- Зинаида Обухова, сестра Надежды и Марии, гражданская жена Зенина
- Зиновий Тимофеевич Кадыков, председатель тихановской артели, затем работник угрозыска, затем председатель пантюхинского колхоза
- Дмитрий Иванович Успенский, счетовод тихановской артели, затем учитель в Степаново
- Павел Митрофанович Кречев, председатель тихановского сельсовета
- Прокоп Иванович Алдонин, тихановский крестьянин, владелец молотилки, признан кулаком
- Федот Иванович Клюев, тихановский крестьянин, колесник, признан кулаком
- Никанор Степанович Возвышаев, председатель тихановского райисполкома
- Милентий Кузьмич Поспелов, первый секретарь тихановского райкома
- Фёдор Константинович Озимов, начальник тихановской милиции
- Сенечка (Семён Васильевич) Зенин, секретарь тихановской комсомольской  ячейки, затем партячейки
- Наум Ашихмин, уполномоченный из Рязани, лектор-пропагандист
- Митрофан Ефимович Тяпин, секретарь тихановского райкома комсомола
- Егор Антонович Чубуков, заведующий райзо
- Кузьма Радимов, судья
- Ванятка (Иван Евсеевич) Бородин, двоюродный брат Андрея Бородина, тихановский крестьянин, затем председатель колхоза
- Зиновий Иванович Бородин, крестьянин, брат Андрея Бородина
- Максим Иванович Бородин, крестьянин, брат Андрея Бородина
- Николай Иванович Бородин, крестьянин, брат Андрея Бородина
- Соня, вторая жена Михаила Бородина (брата Андрея Бородина), любовница Кречева
- Фёдор Звонцов, подрядчик из Гордеева
- Михаил Николаевич Скобликов, бывший помещик
- Саша Скобликов, его сын
- Николай Бабосов, учитель, приятель Успенского
- Роман Вильгельмович  Юхно, учитель, приятель Успенского
- Константин Герасимов, учитель, приятель Успенского
- Иван Корнеевич Жадов, вор, бывший матрос

## Критика
Л. И. Сараскина отмечает, что «ориентация на идеи и образы «Бесов» глубоко осознана и откровенно заявлена» в романе — прежде всего это касается изображения сторонников насильственных мер (Возвышаев и др.) для достижения «всеобщего счастья».
По мнению И. П. Золотусского, роман «силён не своими мыслями, а картинами»:
Мысли его — а автор часто переходит на язык прямого разговора с читателем — политизированы, в лучшем случае олитературены, полны ссылками на споры русской классики, споры XIX века. Б. Можаев эти споры осовременивает, вкладывает их в уста деятелей тридцатых годов, но это говорят не начальник милиции Озимов, учитель Успенский или секретарь комсомольской ячейки на селе Мария Обухова, а московские интеллигенты шестидесятых годов, которые впервые в те годы открывали для себя Достоевского, открывали «Бесов» и проблематику «цели» и «средств».
Инна Борисова также полагает, что «Мужики и бабы» — «ни в коей мере не роман исторический»:
В этот роман опрокинут, как в чашу, весь опыт его собственной жизни, опыт его земляков на протяжении полувека, пережитой, как собственный, включая то, что несла народная память, бесценное устное предание, вытянутое из-под катков насильственного забвения и лжи. В бесчисленных персонажах романа узнаваемы столь же бесчисленные герои его очерков, зарисовок, рассказов и повестей. Роман о 30-м годе создавался в сиюминутных впечатлениях 70-х годов, в живых и бедственных трансформациях народной жизни, которые Можаев переживал как длящуюся трагедию.

## Издания
- Можаев Б. А. Мужики и бабы (книга первая). М.: Современник, 1976.
- Можаев Б. А. Мужики и бабы (книга первая). М.: Современник, 1979.
- Можаев Б. А. Мужики и бабы (книга первая) // Можаев Б. А. Минувшие годы. М.: Сов. писатель, 1988.
- Можаев Б. А. Мужики и бабы (книга первая) // Можаев Б. А. Избранные произведения: В 2-х т. М.: Современник, 1982. Т. 2.
- Можаев Б. А. Мужики и бабы (книга первая) // Можаев Б. А. Дождь будет: Роман, повести, рассказы. М.: Сов. писатель, 1985.
- Можаев Б. А. Мужики и бабы (книга вторая) // Дон. 1987. № 1—3.
- Можаев Б. А. Мужики и бабы: Роман (книга вторая). М.: Сов. писатель, 1987.
- Можаев Б. А. Мужики и бабы: Роман (книга вторая). М.: Кн. палата, 1988. ISBN 5-7000-0007-5
- Можаев Б. А. Мужики и бабы: Роман. М.: Современник, 1988. — 779 с. ISBN 5-270-00097-0
- Можаев Б. А. Мужики и бабы: Роман (книга вторая) // Роман-газета. 1989. №№ 5—6.
- Можаев Б. А. Мужики и бабы: Роман. Кишинев: Лумина, 1989. — 607 с. ISBN 5-372-00410-X
- Можаев Б. А. Мужики и бабы (книга первая) // Можаев Б. А. Собрание сочинений: В 4 т. М.: Худож. лит., 1989. Т. 3. ISBN 5-280-01049-9
- Можаев Б. А. Мужики и бабы (книга вторая) // Можаев Б. А. Собрание сочинений: В 4 т. М.: Худож. лит., 1990. Т. 4. ISBN 5-280-01050-2
- Можаев Б. А. Мужики и бабы: Роман. М.: Вече/Диамант, 1993. — 638 с. ISBN 5-7141-0186-3
- Можаев Б. А. Мужики и бабы: Роман. М.: Арда, 2007. — 704 с. ISBN   978-5-89749-021-9

## Экранизация
В 2014 году кинорежиссёр Сергей Бобров начал съёмки одноимённого 16-серийного телефильма по роману; главные роли сыграли Дмитрий Певцов, Мария Беккер, Максим Дрозд, Олег Кассин и Анна Казючиц. Предполагалось, что сериал выйдет на экраны в 2016 году, однако, несмотря на участие известных актёров, отснятый фильм так и не был показан.

## Продолжение
В эпилоге автор отмечает, что хотя в романе нет главного героя, он намерен в будущем ещё вернуться к семье Бородиных: «Главные события  для  них впереди. Но то будет другая история и вещь другая. А эта кончилась. Первый перевал Бородины миновали благополучно, если не считать того,  что  Андрея Ивановича исключили из состава сельсовета. Но это уже мелочь».
О дальнейшей судьбе некоторых героев можно узнать из первой книги романа «Изгой», посвящённого исканиям Сергея Бородина, сына Андрея Ивановича (в «Мужиках и бабах» он упоминается при описании выезда на покос, когда ему было семь лет). На волне «кировского потока» в 1935 году Андрея Бородина, так и не вступившего в колхоз, объявляют «врагом народа» и высылают; в заключении он участвует в постройке аэродрома возле Знаменки в Приморском крае, где умирает в мае 1942 года. Митрофан Ефимович Тяпин становится крупным партийным руководителем и после войны также работает в Приморском крае.